# República Dominicana nos Jogos Paralímpicos
República Dominicana participou pela primeira vez dos Jogos Paralímpicos em 1992. Por outro lado, o país nunca participou das edições dos Jogos Paralímpicos de Inverno.